# Basilica santuario Maria Santissima del Colle
La Basilica santuario Maria Santissima del Colle è un edificio religioso di Lenola, in provincia di Latina, costruito per ricordare l'apparizione mariana che avrebbe avuto, nella notte fra il 14 e il 15 settembre 1602, il giovane Gabriele Mattei, per il quale è stato aperto il processo di beatificazione.  

## Storia

### L'apparizione
Gabriele Mattei è un giovane ventitreenne di Lenola, nel pomeriggio del 14 settembre 1602 si reca con due amici sul colle dove si trova la chiesa della Santissima Croce, mentre si stanno celebrando i Vespri. Il terzetto, giunto sul sagrato della chiesa, comincia a disturbare la funzione, finché non viene rimproverato aspramente da un anziano fedele. A questo punto i tre si allontanano, ma decidono di vendicarsi uccidendolo nottetempo. 
Gabriele si incarica del delitto, ma quando invoca l'aiuto del diavolo e appare una figura infernale, spaventato si fa il segno della Croce e invoca la Madonna, che a sua volta gli appare invitandolo alla conversione, esortandolo alla ricerca di una sua immagine sul colle e alla costruzione di un tempio a lei dedicato, dove si sarebbe manifestato un prodigio. La mattina dopo il giovane si confessa, poi va all'appuntamento con i compari e racconta loro quanto accaduto, convincendoli a cercare l'immagine promessa. All'interno di un rudere, vicino a un cipresso, trovano dipinta su un muro l'immagine mariana e, dal labbro della Madonna, cola sangue.

### La nascita del santuario
La notizia si diffonde nel paese e le autorità religiose appurano la veridicità dell'accaduto, mentre Gabriele comincia a girare l'Italia, la Francia, la Spagna e il Portogallo, raccontando la sua vicenda alla ricerca di fondi per la realizzazione del santuario. Il giovane riceve l'appellativo "Deo gratias", dalla frase con cui si presenta all'uscio dei possibili benefattori.
Grazie all'attività instancabile di Gabriele la prima pietra viene posta il 7 maggio 1607 e il 10 settembre 1610 l'edificio religioso, intitolato alla "Madonna del Colle", si apre alla venerazione dei fedeli. Nel 1626 avviene la proclamazione a santuario, con bolla di papa Urbano VIII. Il 21 febbraio 2015 il santuario diviene basilica minore. II 3 dicembre 1656 Gabriele, che aveva assunto la funzione di ostiario, muore pugnalato sulla soglia del santuario da tre malfattori, che verranno poi processati e giustiziati. "Deo gratias" riceve sepoltura nel santuario. Il 4 settembre 2022 si è chiuso il processo informativo diocesano per la causa di beatificazione e canonizzazione del Servo di Dio Gabriele Mattei.

### Il miracolo dei cipressi
Per l'inaugurazione della facciata del santuario furono inchiodati nel 1628 alcuni rami di cipresso, con funzione di abbellimento. Tre di essi attecchirono, vegetando da allora senza radici, nonostante le intemperie e la siccità, senza che ci sia stata una spiegazione scientifica.  In questo segno la tradizione ha visto il prodigio promesso dalla Madonna a Gabriele Mattei. Attualmente rimane a vegetare un ramo soltanto sulla parte destra del cornicione.

## Descrizione
Il santuario si erge sul costone di un colle che domina la pianura sottostante. Inserito nel parco naturale dei Monti Aurunci, si raggiunge dal paese di Lenola con una scalinata di 110 scalini che raggiunge la sommità del colle (490 s.l.m.). Consacrato l'8 settembre 1610, comprende all'interno un'unica navata, dove è custodito il dipinto della Vergine col Bambino. Tale immagine non è però quella effettivamente ritrovata nel 1602, venerata per oltre 80 anni nel santuario, ma risale al 1685, ed è un probabile rifacimento dell'originale. Ogni anno, il 14, 15 e 16 settembre, si tengono festeggiamenti in onore di colei che è chiamata anche "Madonna del Colle".